# جوزيف بالمر (لاعب كريكت)
جوزيف بالمر (بالإنجليزية: Joey Palmer)‏ (و. 1859 – 1910 م) هو لاعب كريكت، ولاعب كرة قدم أسترالية أسترالي، توفي عن عمر يناهز 51 عاماً.

## روابط خارجية
- جوزيف بالمر على موقع إي آس بي آن كريك إنفو (الإنجليزية)